# Losing Grip
Losing Grip è il quarto e ultimo singolo ufficiale (perché per l'Australia e la Nuova Zelanda è stato pubblicato anche il singolo Mobile) estratto dall'album Let Go della cantautrice canadese Avril Lavigne. Il brano è stato scritto dalla stessa Avril Lavigne insieme a C. Magness. È stato pubblicato a fine della primavera 2003 in seguito al successo di I'm with You.
Il singolo si discosta molto dai ritmi coinvolgenti e ballabili di Complicated e Sk8er Boi, e dall'intensa ballata I'm With You in quanto il singolo dà un'atmosfera cupa, e molto cruda. Ha cantato Losing Grip ai Juno Awards del 2003. Il singolo è stato certificato oro dalla RIAA il 22 settembre 2003.
La canzone Losing Grip è stata cantata da Alanis Morisette e compare nel secondo CD dell'album Live West Hollywood, CA, House of Blues, 2/11/05, CD2 con Ironic (duetto con Avril Lavigne).

## Accoglienza
Christina Saraceno del sito AllMusic ha dichiarato che Losing Grip ha permesso a Avril Lavigne di "sfoggiare" la sua dote canora nell'"esplosivo ritornello rock" del brano. Sal Cinquemani della rivista Slant ha anch'egli esaltato la qualità canora dell'artista e l'ha paragonata a quella della cantautrice canadese Alanis Morisette. Nell'AOL Radio, Losing Grip è stato scelto come il decimo brano più bello di Avril Lavigne.

## Video
Il videoclip, diretto da Liz Friedlander, è stato filmato tra il 25 e il 26 febbraio 2003 nell'Angel Orensanz Foundation, nel quartiere di Lower East Side a New York. La première del video è avvenuta nel marzo 2003. Avril Lavigne ha dichiarato di aver dormito solo cinque ore tra il primo e il secondo giorno di riprese.
Avril e la sua band suonano in pubblico. Durante l'esibizione Avril urla contro la cinepresa e durante un assolo fa stage diving. Nel frattempo, in mezzo al pubblico, un'altra Avril si fa largo fra la folla a suon di pugni e spinte. Il pubblico ha dovuto esercitarsi con altre persone prima di poter sostenere la stessa Avril.

## Tracce
1. Losing Grip – 3:53
2. I'm With You (Live in Mexico City 2002) – 3:57
3. Unwanted (Live in Mexico City 2002) – 4:01
4. Losing Grip (Video) – diretto da Liz Friedlander

Versione australiana
1. Losing Grip – 3:53
2. Losing Grip (Live in Copenhagen) – 4:56
3. Naked (Live in Copenhagen) – 3:24
4. Losing Grip (Video) – diretto da Liz Friedlander

## Classifiche
| Classifica (2003) | Posizione massima |
| ----------------- | ----------------- |
| Australia         | 20                |
| Austria           | 40                |
| Belgio (Fiandre)  | 48                |
| Belgio(Vallonia)  | 54                |
| Germania          | 43                |
| Irlanda           | 18                |
| Paesi Bassi       | 8                 |
| Svizzera          | 49                |
| Regno Unito       | 22                |
| Stati Uniti       | 64                |

## Premi
Losing Grip venne nominata per il Grammy Award for Best Female Rock Vocal Performance, ma perse di fronte a Steve Mc Queen di Sheryl Crow.